# Yevgueni Kliuikov
Yevgueni Vasílievich Kliuikov (translitera del cirílico ruso Евгений Васильевич Клюйков) (1950) es un botánico ruso.
En 1970 se gradúa en el Departamento de Biología del Suelo, de la Universidad Estatal de Moscú. Fue profesor de biología y de química en colegios secundarios. Y en 1979, comienza a trabajar como botánico en el Instituto de Investigación Científica de Plantas Medicinales (VILR), como asistente de investigación. Se ocupó en ese período en la búsqueda de nuevas especies de plantas medicinales. Ha participado y dirigido expediciones a diferentes partes de la URSS, el Lejano Oriente, Cáucaso, Siberia, Asia Central y Kazajistán.
En 1982 defendió su tesis doctoral sobre "Umbelíferas de Asia Central y Kazajistán, y en 1989 recibió el rango de profesor.
En los últimos años, aumentó su participación en proyectos internacionales ( "Flora de China", "Especies-2000", "Especies plantarum Proyecto"), dirigió expediciones a China y a Turquía, con muchos trabajo en los herbarios de Gran Bretaña , Suiza, Francia, China, Países Bajos.

## Algunas publicaciones
- m.g. Pimenov, e.v. Kljuykov, u.a. Ukrainskaja. 2014. Cephalopodum badachschanicum, Semenovia vachanica and other Umbelliferae (Apiaceae) novelties of Afghan flora from Badakhshan Province, with notes on some species of the Pamirs. в журнале Skvortsovia 1 ( 2): 149-168

- e.v. Kljuykov, e.a. Zakharova, s.e. Petrova, p.m. Tilney. 2014. On the unusual structure of the monocotyledonous embryo and seedling of Acronema commutatum H.Wolff (Apiaceae) and related species. Plant diversity and evolution 131 (1-2): 1-10

- e.a. Zakharova, g.v. Degtjareva, e.v. Kljuykov, p.m. Tilney. 2014. The taxonomic affinity of Carum piovanii Chiov. and some Bunium species (Apiaceae). South African J. of Botany 94: 122-128

- j.v. Shner, t.v. Alexeeva, m.g. Pimenov, e.v. Kljuykov, u.a. Ukrainskaya, e.a. Zakharova. 2014. Umbelliferae/Apiaceae. En: IAPT/IOPB chromosome data 18. Internat. Assoc. for Plant Taxon. (Austria) 63 (6): 786, E30-E33 DOI

- m.g. Pimenov, e.v. Kljuykov. 2010. Two new species of Seseli (Umbelliferae) from Turkey. Fl. Medit. 20: 19-27 ISSN 1120-4052

## Honores

### Membresías
- de la Asociación Internacional de Taxonomía de Plantas (IAPT)
- Internacional de biosistemática (IOPB), "OPTIMA", RBO, MOIP
- de consejos editoriales de la "Revista Botánica" y la revista "Plant Resources"
- La abreviatura «Kljuykov» se emplea para indicar a Yevgueni Kliuikov como autoridad en la descripción y clasificación científica de los vegetales.[2]